# 魏友棐
魏友棐（1909年10月—1953年），浙江宁波府慈城镇人，字彦忱、忱若，号穹楼，笔名章榴、涉崔等。民国时期金融评论家、银行家，收藏家、书画篆刻家、海派篆刻代表之一。

## 生平
早年师从冯幵。毕业于宁波甲等商业学校。后随秦润卿赴上海，任职于福源钱庄，后升至襄理。在钱庄接触新兴的银行金融业，当时民国金融波动，开始写金融时评，评议当时的市场和经济货币政策。20世纪30年代，参与《文汇报》创建，任五人社务委员会委员。成为《钱业月报》金融主笔，又受邀《申报》、《中央日报》、《大公报》、《文汇报》、《华报》等民国多家大报的特邀评论货币、汇率、税收。后任《大公报》编辑、社评委员。1953年病逝于上海。

## 艺术
魏氏在书法、国画、篆刻均有造诣，以篆刻艺术成就为最高，是海派篆刻代表家之一。其身前作品已有盛名，被朵云轩（今上海朵云轩集团）收藏，亦乐于与海上诸家合作书画并相唱和，如与沙孟海、汪亚尘、房毅、张大壮、姚虞琴、亢公奭等。一生所作楹联、扇面、碑铭众多，现其遗作多见于历年各大拍卖行，书法上与谭泽闿（谭延闿之弟）齐名。

## 家庭
娶早年启蒙老师冯幵长女冯贞俞为妻，子魏永征香港著名新闻法学家。孙魏武挥。

## 代表论述
- 1933年1月15日[需要較佳来源]：
  - 《废两改元后之领券期日问题》、《十年来上海钱庄事业之变迁》
- 1934年至1935年[需要較佳来源]：
  - 《论银行钱庄之争》、 《评刘冕执钱币革命论》、 《废除日流制之拟议》、《变革途上之世界经济》、《减租问题面面观》、 《董事对银行应负之责任》、 《如何确立本年经济大计》、《高利存款与低利存款》、 《钱业不参加小借款银团之讨论》、《银价提高与中国》
- 1936年至1941年[需要較佳来源]：
  - 《币制改革后农民购买力的推动与入超》、《日本经济的特殊发展与日圆的暗礁》、《法币价值变动原因之推索》、《统税加征的内容与财政环境》、《盐税的加征与增收》、《战费与转口税增征案》、《关税担保债务偿付办法的变更》、《外汇统制与黄金国有》、《上海外汇暗市的检视》、《外汇平衡基金的史的观察》、《平衡预算声中的华北走私问题》、《上海的汇划钱庄》、《金集团的崩溃与国际货币协定》、《上海交易所风潮所见的经济病态》、《全国战时财政动员的估计》、《我国现行战时经济施政与批评》、《抗战中之国际贸易》、《我国现负内外债与债信前途》、《中国会膨胀通货吗？》